# Цисувек (Августівський повіт)
Цисувек (пол. Cisówek) — село в Польщі, у гміні Новинка Августівського повіту Підляського воєводства.
Населення — 66 осіб (2011).
У 1975-1998 роках село належало до Сувальського воєводства.

## Демографія
Демографічна структура станом на 31 березня 2011 року:
|          | Загалом | Допрацездатний вік | Працездатний вік | Постпрацездатний вік |
| -------- | ------- | ------------------ | ---------------- | -------------------- |
| Чоловіки | 40      | 3                  | 30               | 7                    |
| Жінки    | 26      | 0                  | 18               | 8                    |
| Разом    | 66      | 3                  | 48               | 15                   |